# 王豫元
王豫元（1947年2月4日—），籍貫江蘇省武進縣，出生於河南省開封市，中華民國資深外交官。除英語以外亦通曉西班牙語。

## 簡歷
最高學歷為臺北市中國文化大學政治研究所碩士。
在進入外交界前，王曾任職中國廣播公司海外部英語記者及國際節目組副組長、中央日報編譯。
爾後先後任職於中華民國駐美國大使館、中華民國外交部禮賓司司長、中華民國外交部歐洲司司長、中華民國駐阿根廷及駐荷蘭代表等職，曾任中華民國駐教廷特命全權特任大使。2008年9月獲馬英九總統頒贈三等大綬景勳勳章。2008年11月8日向教宗本篤十六世呈遞到任國書。2011年7月12日獲教宗本篤十六世頒贈「庇護九世大十字騎士大綬勳章」。2012年11月8日獲馬爾他騎士團元首費斯汀大教長頒贈「馬爾他騎士團大十字公職功績勳章」。 

## 中華民國駐美國大使館及駐美國代表處任內
王豫元1976年自外交部北美司科員派往駐美大使館擔任三等秘書，起初在政治組工作，1978年8月因為一位資深的總務組長黄純謙調部，沈劍虹大使就把王豫元改調總務組並提升為組長，未料12月15日就碰上美國卡特總統宣布與中華民國斷交，因此搬出雙橡園、找新辦公室、雙橡園降旗典禮的事務都落在這個年輕的三秘身上。
1983年錢復岀任駐美代表，1984年就把當時在北美司擔任科長的王豫元調到駐美代表處國會組參加台灣對美國國會的遊說工作，王豫元在這工作上一待就是十年，歷經了錢復及丁懋時兩位駐美代表，打破了外交人員「不能超過六年」的慣例。王豫元做事低調因此受上級器重，從錢復回憶錄裏面看到他被提了3次，一是1985年中華民國決定接受美國雷根總統建議秘密捐助尼加拉瓜反抗軍，當時外交部長朱撫松8月給駐美代表錢復的手諭就是由王豫元自台北帶給錢復。
1986年蔣經國決定解除戒嚴令前，就是當時李登輝的秘書蘇志誠在7月託王豫元由台北帶口信給錢復，當時錢復還半信半疑，後來在9月由蔣孝勇打長途電話告訴錢復，蔣經國決定採用錢復的意見解除戒嚴令。
1987年8月美國考量與台灣合作生產巡防艦，當時美國緬因州的兩位參議員米契爾（George Mitchell，民主黨）及柯恩（William Cohen，共和黨）即透過王豫元向錢復提出希望台灣與緬因州的柏斯造船廠（Bath Iron Works Corporation）合作生產。
1991年在丁懋時代表任內的國會組長袁健生調部，丁懋時即將時任副組長的王豫元升為國會組組長，王豫元在組長任內最大的成就應該是1992年8月配合丁懋時代表的運籌帷幄，短時間內在美國國會遊說兩院大批議員連署支持，終而促成布希總統於1992年9月2日宣布出售臺灣150架F-16戰機的歷史大事。

## 外交部禮賓司司長任內
1994年3月出任中華民國外交部禮賓司司長後，曾隨李登輝總統訪問中美洲、南非；隨李元簇副總統訪問巴拿馬、瓜地馬拉；隨連戰行政院長訪問多明尼加共和國；及隨外交部長錢復訪問加勒比海等。
1995年10月獲瓜地馬拉總統頒贈瓜國「大文官級伊瑞薩利勳章」及宏都拉斯總統頒贈Orden 「Francisco Morazan」勳章。

## 外交部歐洲司司長任內
王豫元2004年九月十二日至廿一日促成並陪同陳水扁總統夫人吳淑珍女士以名譽團長身分率領中華台北隊以華航專機到雅典參加國際帕拉林匹克運動會，王豫元事前亦親自率領先遣小組前往希臘與希臘官方的協調溝通。在出發前，國際帕拉林匹克委員會對吳淑珍的「名譽團長」身分是有意見的。
王豫元2005年成功安排並陪同陳水扁總統率團於4月8日凌晨抵達羅馬參加教宗若望保祿二世追思彌撒，這是中華民國總統第一次以總統身分進入教廷，當時教廷給中華民國政府一個嚴苛的條件，即只同意陳水扁總統的代表團在教廷停留24小時，而且義大利不予外長陳唐山簽證。協調結果全團用華航專機直飛羅馬並於4月8日晚上離開羅馬飛返台北。陳唐山在專機抵達羅馬時在義大利海關獲得落地簽證。但是4月24日新任教宗本篤十六世的就職彌撒，教廷則未同意中華民國總統出席。

## 中華民國駐教廷特命全權特任大使任內
2008年11月8日王豫元向教宗本篤十六世呈遞國書成為中華民國第九任駐教廷特命全權特任大使，教廷在為了照顧中國大陸的天主教友以及尋求與中國大陸政權對話的情形下，從1971年開始就將駐華大使降低為代辦級，雙方關係頗為微妙。王豫元除了鞏固邦交外並積極在邦交國推動實質的外交，在王豫元的推動下2010年5月8日中華民國教育部正式承認了教廷所屬的宗座大學學歷使數十年來八百多位在教廷深造過的台灣神職人員學歷証件獲得承認。
2011年7月12日教宗本篤十六世（Pope Benedict XVI）為彰顯王豫元自2008年抵任以來積極強化並拓展教廷與中華民國關係，將象徵駐教廷大使最高榮譽之「庇護九世大十字騎士大綬勳章」（拉丁文：A MAGNA CRVCE EQVITEM ORDINIS PIANI）授予王豫元，贈勳儀式由教廷國務院禮賓司司長Msgr. Fortunatus Nwachukwu蒙席代表教宗在教廷國務院舉行。
2011年12月2日中華民國教育部部長及教廷教育部長簽下了兩國建交七十年來的第一個條約《中華民國教育部與教廷教育部間關於高等教育合作及研習資格文憑與學位採認協定》。
這個條約並在2012年11月經中華民國立法院通過雙方再換文生效。 
2013年2月11日教宗本篤十六日突然宣布退休舉世震驚，這個六百年來首次發生的大事，正逢台灣農曆春節假期間，王豫元在尚未獲授權的情形下決心一試，經過將近一個月的力洽，這件被外交家視為難度極高的事，終獲教廷同意馬英九總統參加新任教宗方濟各的就職大典。馬英九成為中華民國有史以來第一位參加教宗就職大典的總統，也是第一位見到教宗的總統。馬英九對王豫元也表達高度肯定。

## 荣誉

### 中华民国勋章奖章
- 三等景星勋章（2008年9月26日公布[1]）

### 外国勋章奖章
- 伊里萨里大军官勋章（危地马拉，1995年8月10日[11]）
- 庇护九世骑士大十字勋章（英语：Order_of_Pope_Pius_IX）（教廷，2012年7月12日于圣座国务院颁发[12]）
- 马耳他骑士团功绩大军官勋章（英语：Order pro Merito Melitensi）（马耳他骑士团，2012年11月8日于罗马马耳他宫颁发[13]）
- 马耳他骑士团功绩大十字勋章（英语：Order pro Merito Melitensi）（马耳他骑士团，2015年12月2日于罗马马耳他宫颁发[14][15]）